# Aqua Tofana

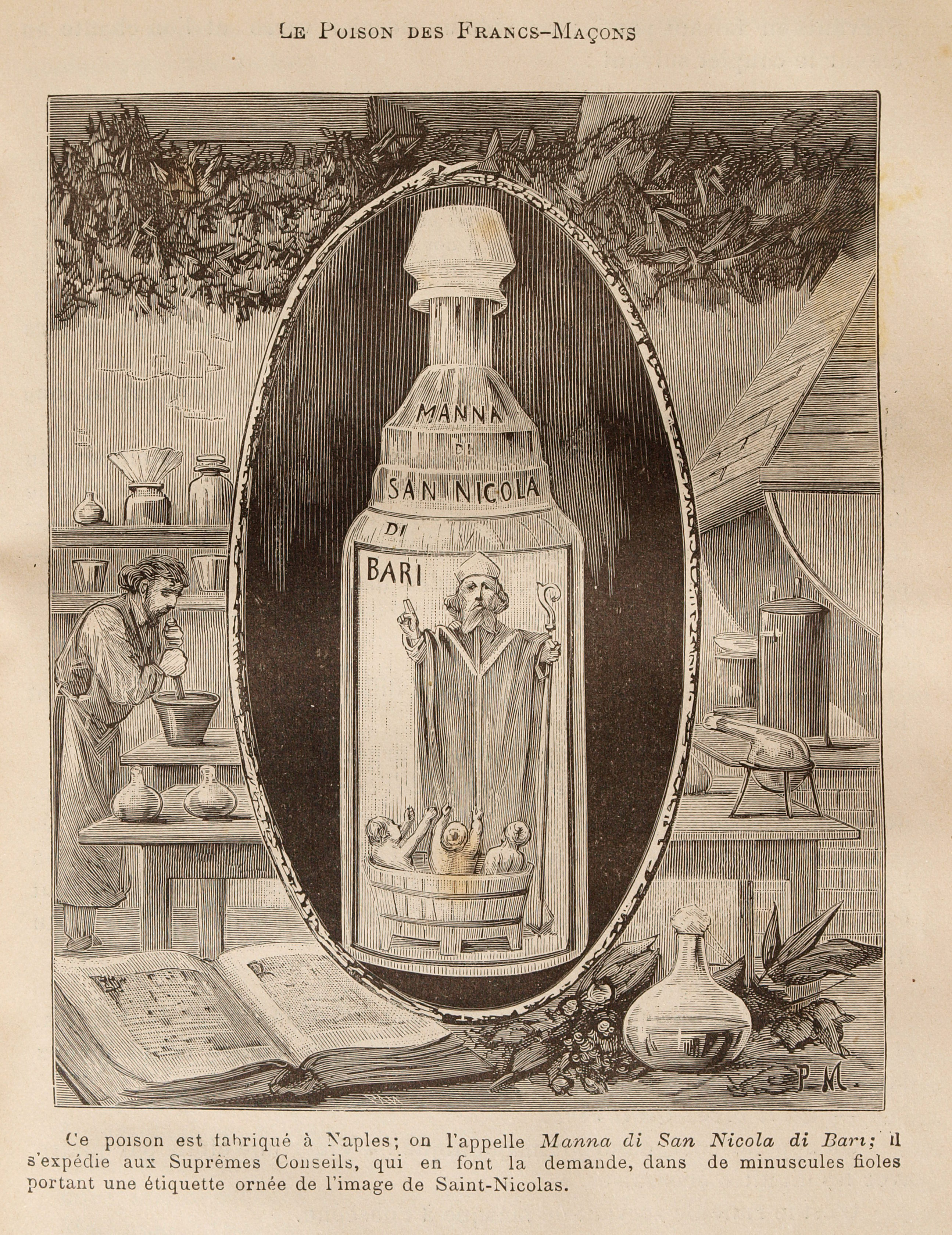
Ein Fläschchen Aqua Tofana, zur Tarnung beschriftet als „Manna di San Nicola di Bari“

Aqua Tofana (italienisch acqua tofana) war eine tödliche Giftmischung, die vor allem in Italien hergestellt wurde und 1632 oder 1633 zum ersten Mal namentlich erwähnt wurde. Die klare, in Glasfläschchen vertriebene Lösung war ein „langsames Gift“, das unter anderem aufgrund seiner zeitversetzten Wirkung zu seiner Zeit kaum identifizierbar war. Es wurde vor allem von Ehefrauen zum Gattenmord eingesetzt. Laut manchen Quellen sollen 500 bis 600 Männer dem Gift zum Opfer gefallen sein.
Als mögliche Erfinderin der Rezeptur werden sowohl Teofania di Adamo als auch Giulia Tofana genannt. Die ersten Frauen, denen wegen der Verwendung von Aqua Tofana der Prozess gemacht wurde, waren Francesca la Sarda und Teofania di Adamo, die 1632 und 1633 in Palermo hingerichtet wurden.

## Bezeichnungen
Das Bilder-Conversations-Lexikon von Brockhaus (1837) gibt folgende Bezeichnungen an: Aqua tofana oder Aqua Toffana, auch Acquetta di Napoli oder di Perugia oder della Toffa.
Im Italienischen waren die Bezeichnungen acqua tofana, acqua toffana, acqua tufania, acqua tufanica sowie acqua di Perugia geläufig; statt mit acqua („Wasser“) begann die Bezeichnung alternativ mit acquetta („Wässerchen“). Die Franzosen kannten das Gift unter dem Namen eau de Brinvillier oder eau admirable.

## Eigenschaften
Die genaue Zubereitung des Giftes ist nicht bekannt. Der Hauptbestandteil war Arsenik, das umgangssprachlich meist „Arsen“ genannt wird. Historische Quellen nennen weitere Substanzen, die möglicherweise oder angeblich beigemischt wurden, beispielsweise Blei. Da die Giftlösung geruch-, farb- und geschmacklos war, konnte sie problemlos Speisen und Getränken hinzugegeben werden. Die Mixtur gilt als besonders heimtückisch, weil sie erst Monate nach der Einnahme zu wirken begann. Schon wenige Tropfen des Giftes sollen eine tödliche Wirkung garantiert haben. Durch Gaben in kürzeren zeitlichen Abständen konnte der Tod früher herbeigeführt werden.
Die Fläschchen wurden zur Tarnung mit „Manna di San Nicola di Bari“ beschriftet. Dies war damals ein beliebtes Heilöl zur Behandlung von Akne, das angeblich in der Basilika San Nicola in Bari von den Knochen des heiligen Nikolaus von Myra tropfte und aufgefangen wurde.
Im 18. Jahrhundert wurde Aqua Tofana eine allgemeine Bezeichnung für langsam wirkende und nicht nachweisbare tödliche Gifte. Auf die Zusammensetzung oder Zubereitung kam es dabei nicht an. Welche Substanzen das historische Aqua Tofana im Italien des 17. Jahrhunderts enthielt, war damals nicht mehr bekannt. Bis ins 19. Jahrhundert wurde vor allem Arsenik für Giftmorde verwendet.

## Geschichte

### Hintergrund
Im Italien des 17. Jahrhunderts hatten Frauen, die nicht heiraten wollten oder mit dem für sie vorgesehenen Ehemann nicht einverstanden waren, kaum einen Ausweg; sie konnten lediglich als Nonne ins Kloster gehen oder ihren Lebensunterhalt durch Betteln oder Prostitution verdienen. Von Ehefrauen wurde erwartet, sich dem Mann in jedem Fall unterzuordnen, auch wenn er zum Beispiel gewalttätig war. Eine Scheidung war damals nicht möglich. Während viele unglückliche Ehefrauen beteten, dass ihr Ehemann sterben möge, halfen einige mit Aqua Tofana nach. Laut dem Historiker Mike Dash war das häufigste Motiv der Giftmörderinnen, das Vermögen des Ehemannes zu erben.

### Aqua Tofana in Italien
Sowohl Teofania di Adamo als auch Giulia Tofana werden als mögliche Erfinderin und Namensgeberin des Giftes genannt. Die erste Frau, die in Verbindung mit den Giftmorden hingerichtet wurde, war jedoch Francesca la Sarda, eine Gehilfin von Teofania di Adamo. Ihr wurde im Februar 1632 in Palermo der Prozess gemacht. 1633 wurde auch Teofania di Adamo in Palermo hingerichtet. Ihre Hinrichtung erfolgte laut Salvatore Salomene-Marino (1881) durch Hängen, Ausweiden und Vierteilen (eine Hinrichtungsart, die normalerweise Männern vorbehalten war). Boccone (1697) gab hingegen an, sie sei lebend in einem verschlossenen Sack vom Dach des Bischofspalasts unter Anwesenheit der Öffentlichkeit auf die Straße geworfen worden.
Von Sizilien aus scheint sich die Produktion von Aqua Tofana in Süditalien ausgebreitet zu haben, unter anderem nach Neapel. Es ist aber nicht bekannt, wer in Neapel Gift herstellte.
Auch Giulia Tofana stammte aus Sizilien. Nach neueren Erkenntnissen floh sie im Jahr 1624 mit ihrem zweiten Ehemann und einer Stieftochter namens Gironima Spana (oder Girolama Spara) nach Rom. Sie soll in Rom Giftmischungen hergestellt und diese zusammen mit einigen Helferinnen verkauft haben. Zu ihren Helferinnen zählte ihre Stieftochter Gironima Spana, die nach Giulia Tofanas Tod im Jahr 1651 die Geschäfte weiterführte.
In den folgenden Jahren verkaufte Gironima Spana zusammen mit Giovanna de Grandis und drei weiteren Komplizinnen Aqua Tofana an Frauen, die ihre Männer töten wollten. Diese Gruppe wurde von Pater Girolamo († 1658), einem Priester der Kirche Sant’Agnese in Agone, zumindest eine Zeitlang mit Arsen versorgt. Pater Girolamo erhielt das Arsen von seinem Bruder, einem Apotheker. Der Kontakt zwischen Pater Girolamo und Giovanna de Grandis war laut de Grandis zustande gekommen, als der Priester nach einem Gift suchte, das er Anna Maria Caterina Aldobrandini (1630–1703), der jungen zweiten Ehefrau des Herzogs Francesco Maria Cesi († 1657), zur Verfügung stellen wollte. Diese wollte ihren etwa 30 Jahre älteren Ehemann umbringen, nachdem sie sich, so de Grandis, hoffnungslos in einen anderen Mann namens Francesco Maria Santinelli (1627–1697) verliebt hatte.

### Prozess in Rom
Im Jahr 1658 ließ Papst Alexander VII. Untersuchungen einleiten. Gironima Spana und vier Helferinnen wurden festgenommen. Alle außer Gironima Spana waren geständig. 1659 wurde ihnen der Prozess gemacht. Am 5. Juli 1659 wurden die fünf Frauen nach einem zweistündigen Marsch durch Rom zum Campo de’ Fiori gebracht und dort vor einer großen Menge an Zuschauern am Galgen erhängt.
Craig A. Monson konnte für sein im Jahr 2020 erschienenes Buch über die Giftmörderinnen von Rom 1450 Seiten Ermittlungsakten von dem Prozess auswerten, die zuvor verschollen waren, und damit zahlreiche Legenden über Aqua Tofana aufklären.

## Beschreibung in alten Lexika
Die nachfolgenden Zitate sind nicht als zuverlässige Informationen zu verstehen, da im 19. Jahrhundert – wie auch davor und danach – Gerüchte und Legenden über Aqua Tofana und die beteiligten Frauen verbreitet waren, die sich auch in Lexika niederschlugen.

### Brockhaus (1837)
Im Bilder-Conversations-Lexikon von Brockhaus (1837) steht zu Aqua tofana:

„Aqua tofana oder Toffana, auch Acquetta di Napoli di Perugia oder della Toffa heißt der Gifttrank, welcher zu Ende des 17. und zu Anfang des 18. Jahrhunderts in Italien allgemeinen Schrecken verbreitete und über dessen Zusammensetzung und Bereitung man noch gegenwärtig nichts Zuverlässiges weiß. Seinen Namen hat er von seiner Erfinderin, einer Sizilianerin, Toffa oder Toffania, erhalten; doch mögen auch Andere ihn zu bereiten verstanden haben, und noch jetzt soll eine Familie zu Perugia im Besitze des Geheimnisses sein. Diese Toffa, welche früher zu Palermo, später zu Neapel lebte, verkaufte dieses Gift als Manna von St.-Nicolas von Bari, aus dessen Grabe, wie man glaubte, ein für viele Krankheiten heilsames Wunderöl fließen sollte. Das Mittel bewirkte keine Zufälle, die den Verdacht einer Vergiftung hätten erregen können, tötete auch nicht schnell, sondern langsam und allmählich; daß aber die Verfertigerin sogar vermocht habe, nach der Gabe ihres Giftes den Tag und die Stunde des eintretenden Todes vorher zu bestimmen, ist eine Fabel. Der Vergiftete empfand keine Schmerzen, bekam weder Fieber noch Zuckungen, sondern verlor, wenn er auch nur fünf bis sechs Tropfen bekommen hatte, den Appetit, die Liebe zum Leben, klagte über beständigen Durst und große Kraftlosigkeit und verfiel endlich in Abzehrung, die seinem Dasein ein Ende machte. So waren nach und nach zu Neapel und in andern Italien. Städten mehre hundert Menschen hingemordet worden, als endlich 1709 die Giftmischerin, die sich vergebens in ein Kloster zu retten versucht hatte, eingezogen, durch die Folter zum Geständnis gebracht und nach Einigen erdrosselt wurde, während sie nach Andern noch 1730 im Kerker gelebt haben soll. Über die Bestandteile und Bereitungsart ihres Giftes, das als ein farb-, geschmack- und geruchloses Wasser beschrieben wird, gibt es sehr abweichende und zum Theil abenteuerliche Meinungen. So glaubte man, daß der Geifer zu Tode gequälter, besonders gekitzelter Menschen einen wesentlichen Bestandteil desselben ausgemacht habe; nach Andern sollte es aus dem Safte zerquetschter giftiger Insekten bereitet worden sein u.s.w. Am Wahrscheinlichsten ist das Mittel eine Zubereitung aus bloßem Arsenik gewesen, dafür sprechen wenigstens die glaubhaftesten Nachrichten. Der berühmte Arzt Friedr. Hoffmann erwähnt eines Briefes Ganelli’s, des ersten Leibarztes Kaiser Karl VI., worin dieser berichtet, daß die Aqua der Toffania nichts Anderes sei als eine wässerige Auflösung des kristallisierten Arseniks mit einem Zusatze und daß er dies aus dem Munde des Kaisers selbst habe, dem die Akten des Prozesses der Verbrecherin vorgelegt worden seien. Nach Einigen wird noch jetzt zu Bologna, Rom und Neapel die Aqua Tofana, und zwar in dreifacher Art, heimlich bereitet. Die erste Art soll eine gelbliche, geruchlose Tinktur sein, die in Gläschen aufbewahrt und sorgfältig gegen die Einwirkung der Luft und des Lichts geschützt werden muß, und durch Destillation von spanischen Fliegen mit Alkohol und Wasser gewonnen werden, die zweite eine helle und durchsichtige Flüssigkeit, aus arsenikhaltigem Kali, Wasser und etwas Alkohol bestehen und in 50 Tropfen 4 Gran Arsenik enthalten, und die dritte, welche gleichfalls hell, durchsichtig, geruchlos und von süßlichem Geschmacke ist, eine starke Auflösung von Bleizucker in destilliertem Wasser sein und einen langsamen Tod durch Abzehrung verursachen.“

### Pierer (1857)
Aqua Toffana wird in Pierer’s Universal-Lexikon (1857) folgendermaßen beschrieben:

„Aqua Toffana (Acquetta della Toffa, A. di Napoli, A. di Prinziá), berüchtigter, wasserklarer, geschmackloser u. schon in der geringen Gabe von 5 bis 6 Tropfen tödtlicher Gifttrank, durch welchen im 17. Jahrhundert, bes. unter Papst Alexander VII., viele Personen in Rom, Neapel, Palermo, Paris u. a. Orten, aus dem Wege geräumt worden sein sollen. Nach dem Genuß erfolgte allmählich Ermattung, Abmagerung, heftiger Durst, Ekel gegen Speisen, Lebensüberdruß; nach der Gabe soll man die Zeit, wenn der Tod erfolgen werde, haben bestimmen können. Als Erfinderin wird Tofana aus Palermo genannt, die ihre Verbrechen von 1679 an trieb, endlich in Neapel, trotzdem daß sie in ein Kloster geflüchtet war, 1709 verhaftet u. gehängt worden sein soll. Sie soll 600 Vergiftungen eingestanden, Anfangs ihr Handwerk aus Gewinnsucht, später aus Leidenschaft getrieben haben. Ihre verkauften kleinen, flachen Giftphiolen hatten das Bildnis des St. Nicolaus von Bari u. die Umschrift: Manna des St. Nicolaus. Sie soll mehrere Gehülfinnen, so Hieronyma Spara, eine Sicilianerin, welche später das Vergiftungshandwerk noch sehr stark betrieb, gehabt haben. Noch jetzt soll eine Familie in Perugia das Geheimniß der A. T. besitzen. Einige halten die A. T. für eine Mischung von spanischen Fliegen u. Opium; Andere nehmen Bleizucker für Hauptingredienz an; Haller glaubt, es sei Schweiß u. Geifer, welcher am Munde der zu Tode gemarterten od. an den Beinen hängend gekitzelter Menschen gesammelt werde. Garelli behauptet, nach einer Mitteilung des Kaisers Karl VI., der die Akten sah, es sei eine mit Antirrhinum cymbularia versetzte Auflösung von kristallisiertem Arsenik in Wasser, u. künstlich versteckte Arseniksäure scheint das Hauptingredienz der A. T. zu sein.“

## Legenden
- Wolfgang Amadeus Mozart war 1791, einige Monate vor seinem Tod, überzeugt, durch Aqua Tofana vergiftet worden zu sein. Das berichten Vincent Novello und Mary Novello nach Gesprächen mit Constanze Mozart in Tagebucheintragungen vom 15. bzw. 17. Juli 1829. Ein Beweis für diese Behauptung konnte nicht erbracht werden.[13]

- Der Giftmörderin Gesche Gottfried aus Bremen, die zwischen 1813 und 1827 insgesamt 15 Menschen mit Arsen tötete, wurde unterstellt, sie habe Aqua Tofana hergestellt. Dieses Gerücht wurde bereits vor ihrer öffentlichen Hinrichtung (1831) als falsch erkannt.[14]